# Serjania chartacea
Serjania chartacea är en kinesträdsväxtart som beskrevs av Ludwig Radlkofer. Serjania chartacea ingår i släktet Serjania och familjen kinesträdsväxter. Inga underarter finns listade i Catalogue of Life.